# Grzędzice
Grzędzice (deutsch Seefeld) ist ein Dorf in der Gemeinde Stargard (Stargard in Pommern) in der polnischen Woiwodschaft Westpommern.

## Geographische Lage
Grzędzice liegt in Hinterpommern, etwa sechs Kilometer nordwestlich der Stadtmitte von Stargard und 27 Kilometer östlich der Stadt Stettin.

## Geschichte

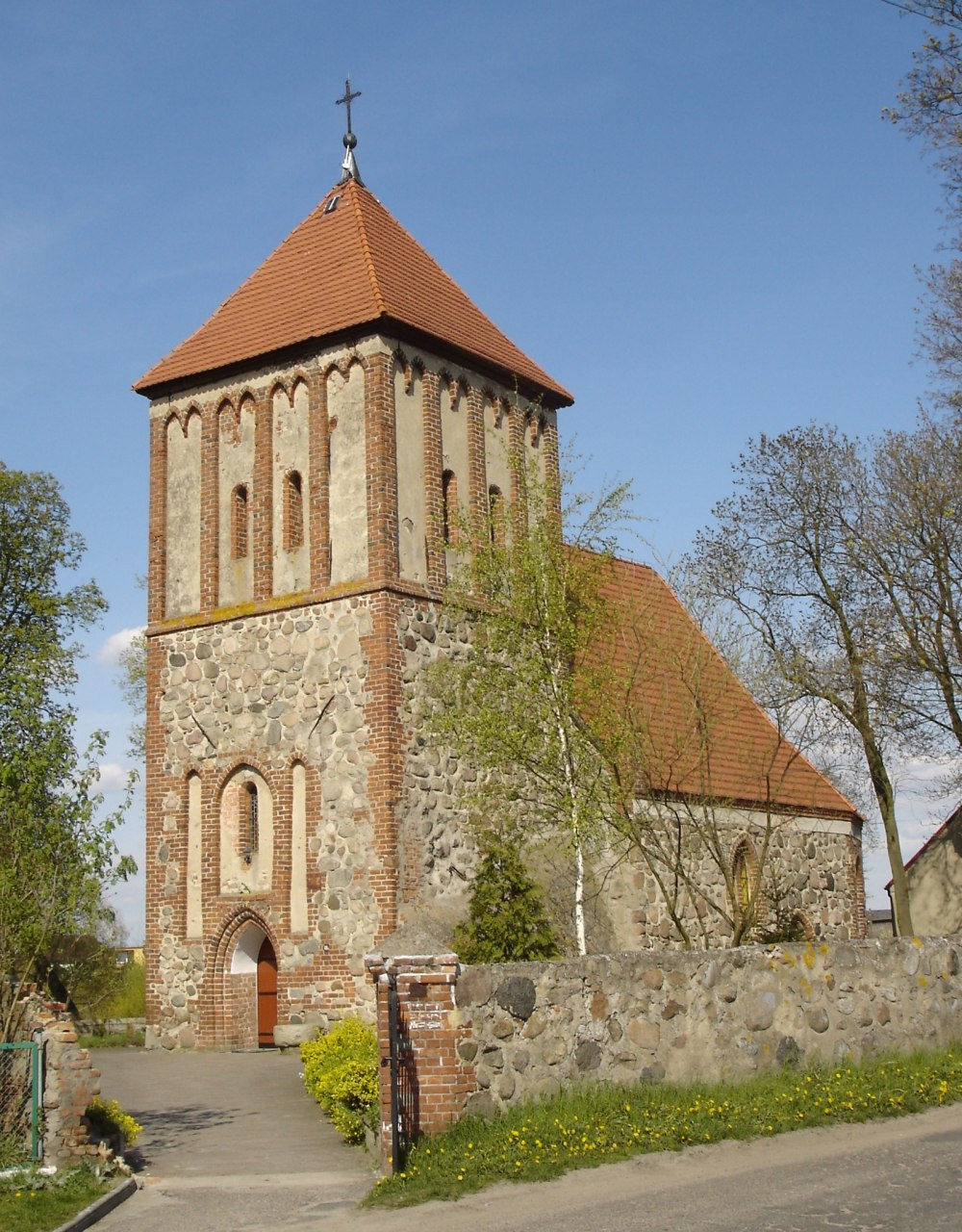
Dorfkirche

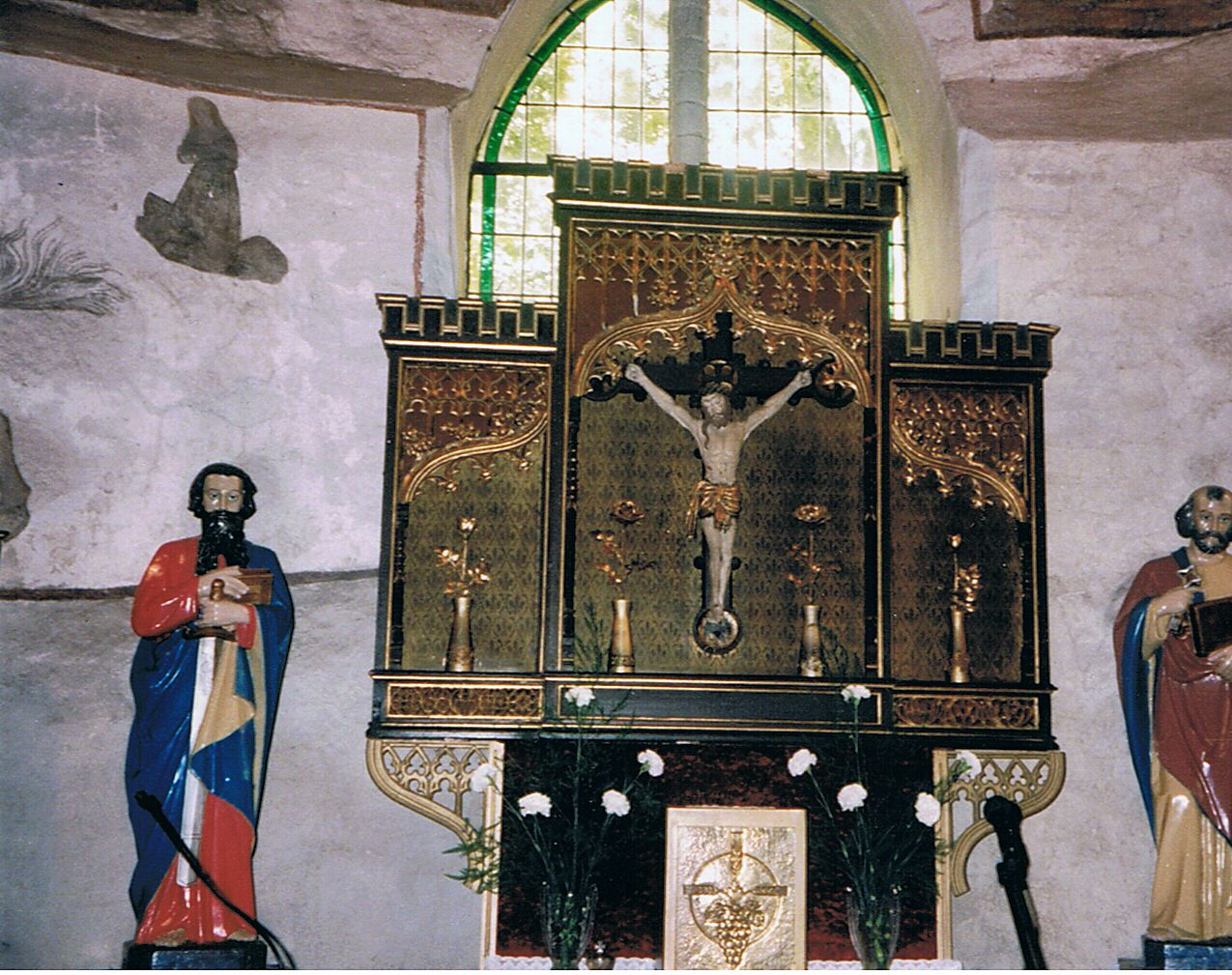
Altar der Dorfkirche

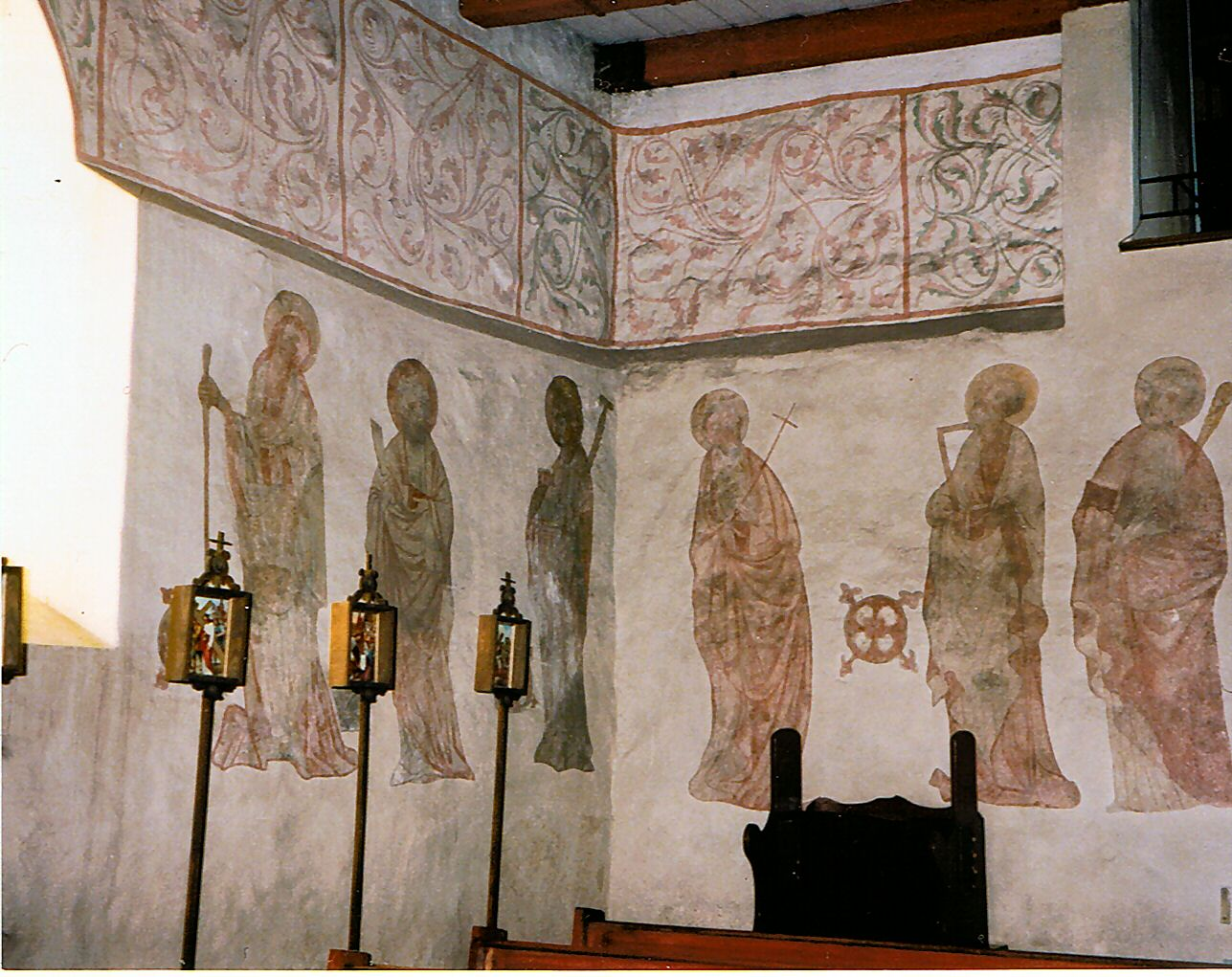
Farbige Wandmalereien in der Dorfkirche

Das Dorf war in älterer Zeit eine Eigentumsortschaft der Stadt Stargard. Während des Dreißigjährigen Kriegs wurden in Seefeld durch wilde Horden des kaiserlichen und schwedischen Kriegsvolks zahlreiche Wirtschaftsgebäude zerstört. Um 1780 gab es in Seefeld ein Vorwerk, einen Prediger, einen Küster, 17 Bauern, elf Kossäten, ein Büdnerhaus, einen Gasthof, in dem ein Vollbauer wohnte, einen Schmied und unter Mitberücksichtigung der Speicher insgesamt 59 Feuerstellen. Ab dem Jahr 1824 wurden in Seefeld die Regelung der gutsherrlichen und bäuerlichen Verhältnisse und die Gemeinschaftsteilung eingeleitet: die endgültige Regelung verzögerte sich jedoch über Jahre.  Vor der Mitte des 19. Jahrhunderts gab es in Seefeld neben dem Erbpacht-Gutsbetrieb 17 Bauernhöfe, 14 Kossäten, einen Gasthof, eine Schmiede und auf der Feldmark  an der Grenze zu Stargard zwei Ziegeleien.
Um 1930 hatte die Gemarkung der Gemeinde Seefeld eine Flächengröße von 12,1 km²; auf dem Gemeindegebiet, auf dem insgesamt 105 Wohnhäuser standen, gab es sieben Wohnorte:
1. Alte Ziegelei
2. Bienenfuhrt
3. Eisenbahnhaltepunkt Seefeld (Pom.)
4. Hells Hof
5. Seefeld
6. Steineck
7. Tanger

Im Jahr 1925 wurden in der Gemeinde Seefeld 614 Einwohner gezählt, die auf 132 Haushaltungen verteilt waren.
In Seefeld bestanden vor 1939 neunzehn landwirtschaftliche Betriebe, einschließlich der Flächen der Pfarre, die der Pächter Karl Sefke betreute. Einzige Landwirtin war damals die Witwe Hedwig Schwalow, mit 33 ha Landbesitz. Die durchschnittliche Größe der Höfe war sonst im Umfang etwa zwischen 21 und 45 ha. Der größte Hof war der der Familie von Bredow. Dieser betrug 263 ha, davon 38 ha Waldbesitz. Eigentümer war der Generalleutnant a. D. Anatol Graf von Bredow. 
Bis 1945 gehörte Seefeld zum Landkreis Saatzig in der Provinz Pommern.
Gegen Ende des Zweiten Weltkriegs wurde Seefeld Anfang März 1945 von der Sowjetarmee besetzt. Nach Kriegsende wurde die Ortschaft unter polnische Verwaltung gestellt. Seefeld wurde in Grzędzice umbenannt. Die deutsche Bevölkerung wurde in der Folgezeit  vertrieben.

## Religion
Die vor 1945 in Seefeld anwesende Bevölkerung gehörte mit weitaus überwiegender Mehrheit der evangelischen Konfession an. Im Jahr 1925 befanden sich unter den Bewohnern der Dorfgemeinde drei Katholiken und elf Personen ohne Angaben zum Glaubensbekenntnis.